# Jerzy Hewelt
Jerzy Hewelt (ur. 23 sierpnia 1948 w Trzebieży) – polski lekkoatleta, specjalizujący się w biegu na 400 m przez płotki.

## Osiągnięcia
Zawodnik klubu Bałtyk Gdynia. Olimpijczyk z Montrealu (1976). Finalista mistrzostw Europy (Rzym 1974: 7. miejsce). Mistrz w sztafecie 4 × 400 m i wicemistrz w biegu na 400 m przez płotki uniwersjady (Rzym 1975), trzeci zawodnik Pucharu Europy w 1975. Wielokrotny reprezentant Polski w meczach międzypaństwowych. 5-krotny mistrz Polski w biegu na 400 m przez płotki, trzykrotny rekordzista kraju.

## Rekordy życiowe
- bieg na 400 metrów przez płotki – 49,69 s. (26 czerwca 1976, Bydgoszcz) - 5. wynik w historii polskiej lekkoatletyki[1] oraz 49,5 s. (pomiar ręczny: 7 lipca 1975, Praga)[1]